# Frauengefängnis Lichterfelde

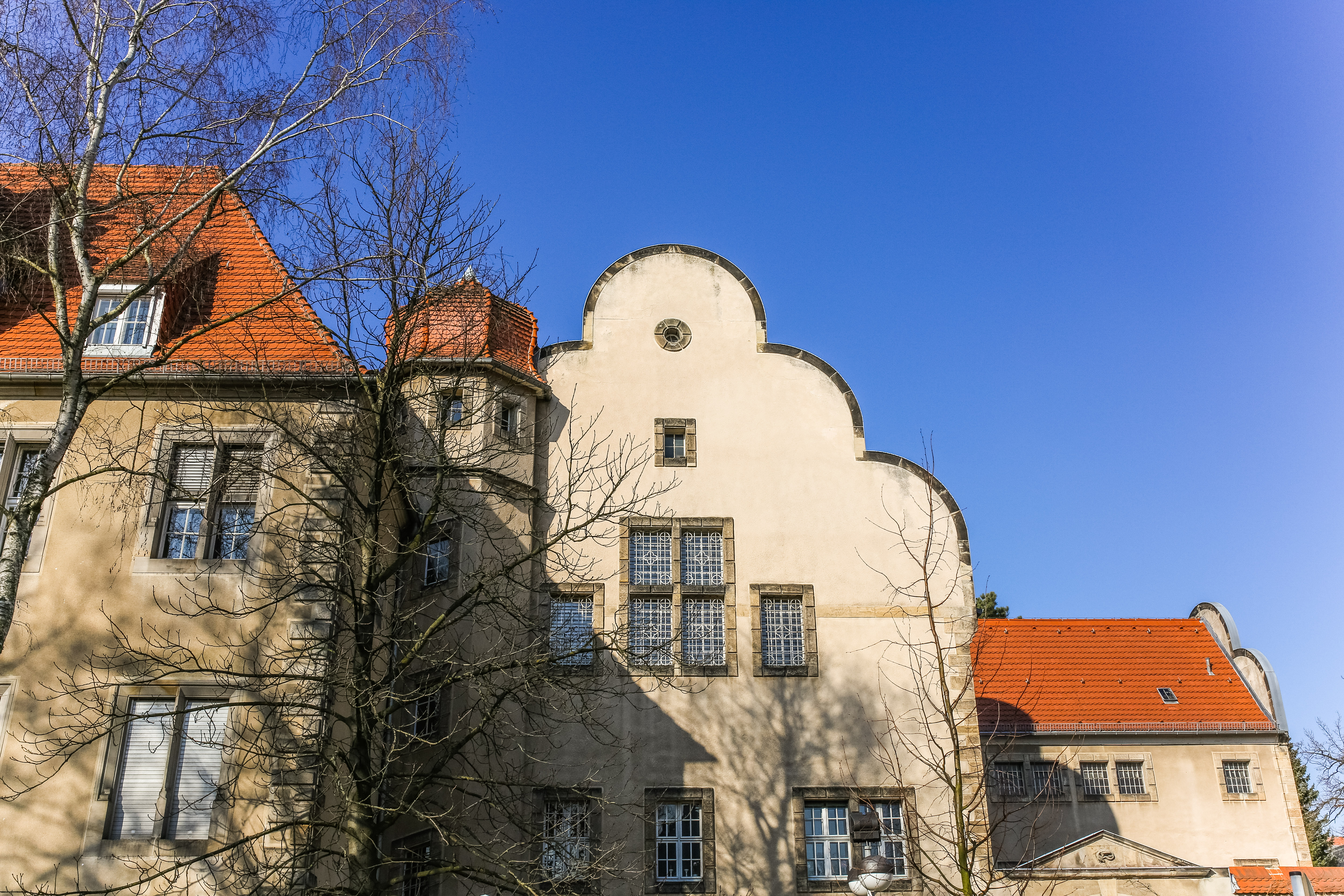
Gebäudefassade des Gefängnisses an der Söhtstraße 7 in Berlin-Lichterfelde

Das Frauengefängnis Lichterfelde in der Söhtstraße 7 in Berlin-Lichterfelde bestand von 1906 bis 2010 und steht heute unter Denkmalschutz. Es entspricht größtenteils dem ursprünglichen Bestand unter Einschluss der Umbauten von 1913 (Erweiterungsbau des Amtsgerichts Lichterfelde) und 1949.

## Geschichte

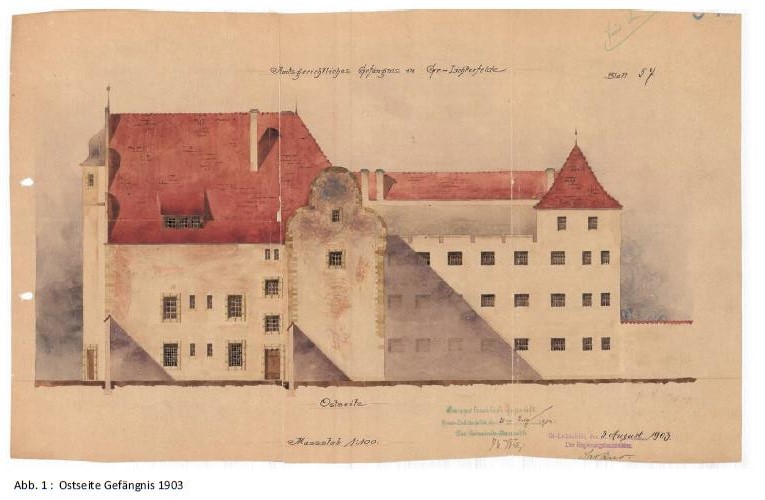
Eine Aquarellzeichnung der Ostseite des Gefängnisses aus dem Jahr 1903

Mit der Errichtung der ersten Amtsgerichte (damals Amtsgericht in Groß-Lichterfelde) in den neuen Berliner Bezirken wurden auch Haftanstalten gebaut. Um 1860 entstanden unter der Leitung der Architekten Rudolf Mönnich, Walter Sarkur und Paul Thoemer bereits diverse Arrestanstalten für die preußische Ministeriale Baukommission und Justizverwaltung. Zur Realisierung eines Amtsgerichtes mit angegliedertem Gefängnis in Lichterfelde legte um 1902 das Architektenteam dem Planungsausschuss aus Gemeindevertretern der neuen Carstennschen Berliner Vorstadtansiedlung Berlin-Lichterfelde und preußischen Ministerialbeamten ein mit Pinsel und Aquarell fein aufbereitetes Skript vor.
Hierbei handelte es sich um einen mehrflügeligen Gebäudekomplex auf insgesamt 7000 m². Das Gefängnis in der Söhtstraße wurde von 1902 bis 1906 zeitgleich mit dem Amtsgericht auf dem rund 7000 m² großen Eckgrundstück an der Ringstraße 9 und der neuen Straße Nr. 50 erbaut. Mit Rücksicht auf die Landhausbebauung der Umgebung wurde eine zweigeschossige Anlage gewählt. Das Gefängnis war zur Aufnahme von 70 Gefangenen bestimmt. Die Kosten der Gesamtbauanlage wurden auf 589.000 Mark veranschlagt laut dem Zentralblatt der Bauverwaltung vom Ministerium der öffentlichen Arbeiten vom 29. August 1903. Die planenden und ausführenden Architekten waren Walter Sarkur, Rudolf Mönnich und Paul Thoemer. Die beiden Letztgenannten waren spezialisiert auf Justizbauten. So stammt beispielsweise die Planung des Amtsgerichtes in Köpenick von Paul Thoemer, während Mönnich unter anderem das Land- und Amtsgericht Berlin I in der Littenstraße entwarf. Gemeinsam planten sie auch den Bau des Amtsgerichtes Wedding, der bereits 1901 begann.
Laut Auszug der Denkmaldatenbank wurden auf dem Areal Ringstraße 9/Söhtstraße 7 in den Jahren 1913 und 1949 Umbaumaßnahmen vorgenommen. Der Umbau 1913 bezog sich anscheinend auf zwei Erweiterungsbauten des Amtsgerichts. Der eine, parallel zur Ringstraße, bildet mit den bereits bestehenden Bauten einen Innenhof für das Amtsgericht. Der andere, an der Söhtstraße gelegen, schließt mit dem bereits vorhandenen Treppenturm des Gefängnisses ab. Möglicherweise stammt aus dieser Zeit der Durchgang zwischen Gefängnis und Amtsgericht im zweiten Obergeschoss. Durch das Schließen der Lücke zwischen den beiden Bauten wurde die Sicht von der Straße auf den Gefängnishof verhindert, was im Bauantrag von 1912 als positiv vermerkt wurde. Die Baumaßnahmen aus dem Jahr 1949 lassen sich in den vorhandenen Akten nicht nachvollziehen.

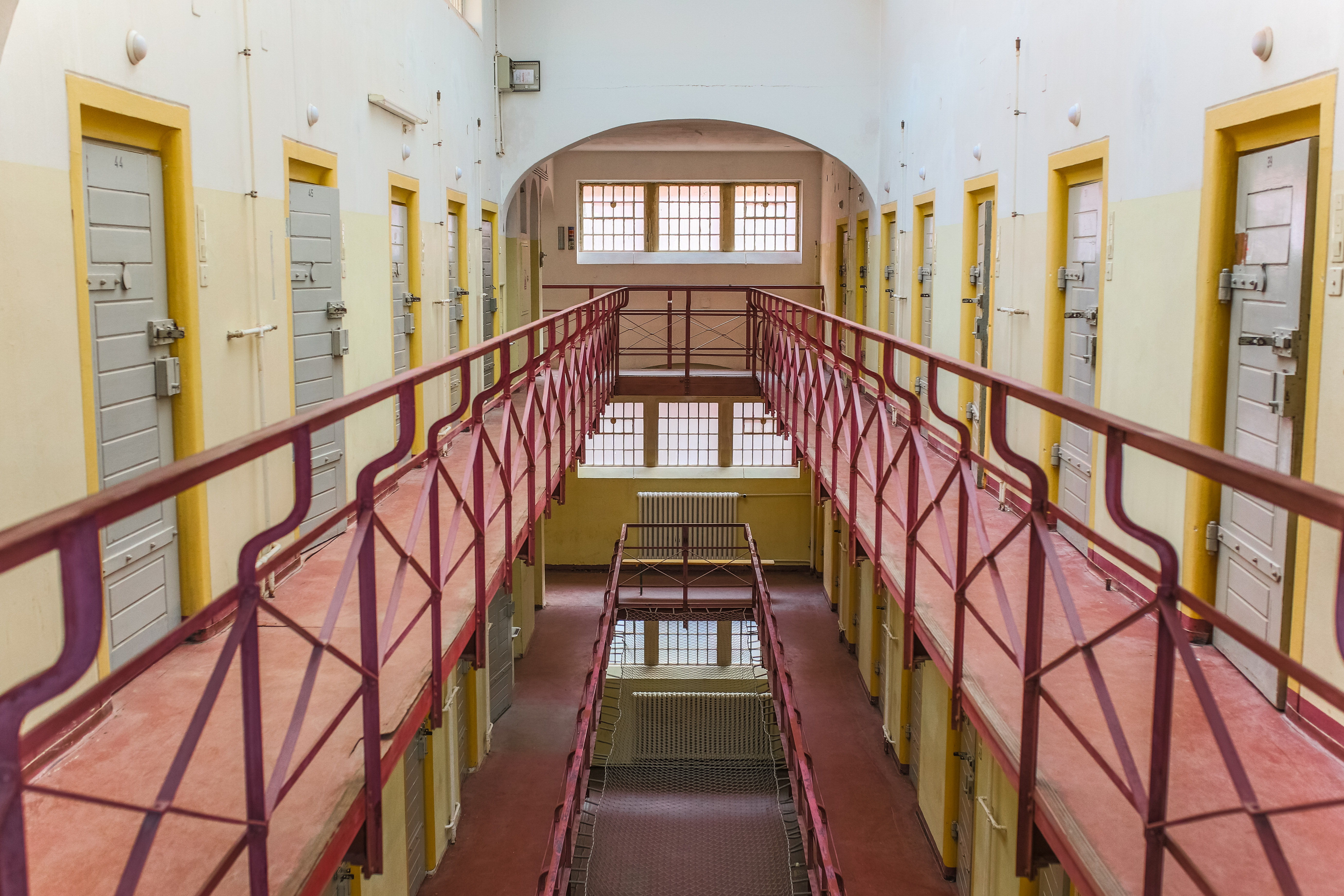
Dreigeschossiger Zellentrakt im Frauengefängnis Berlin-Lichterfelde

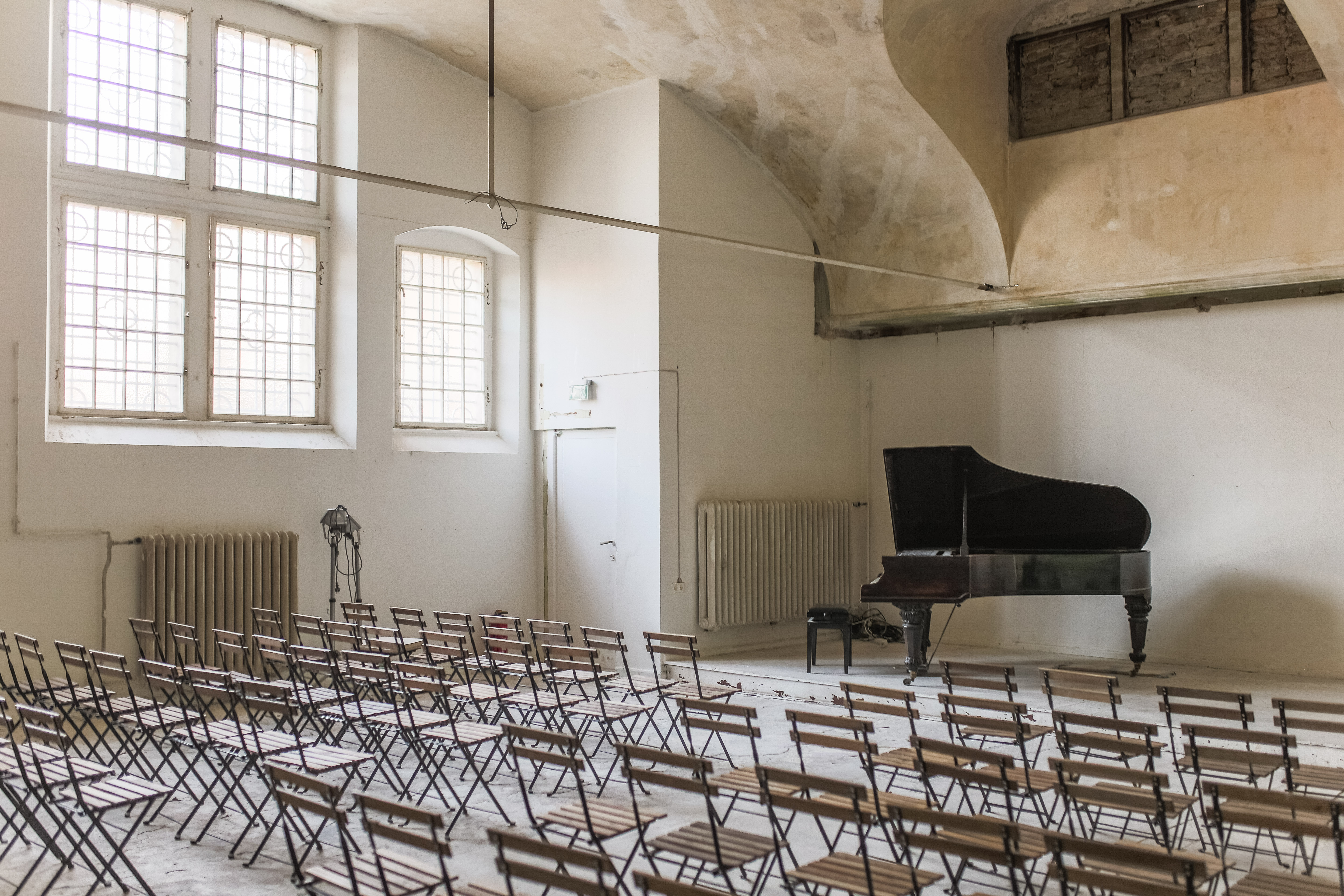
Kuppelsaal, früher Betsaal, heute Bar und Location für Events

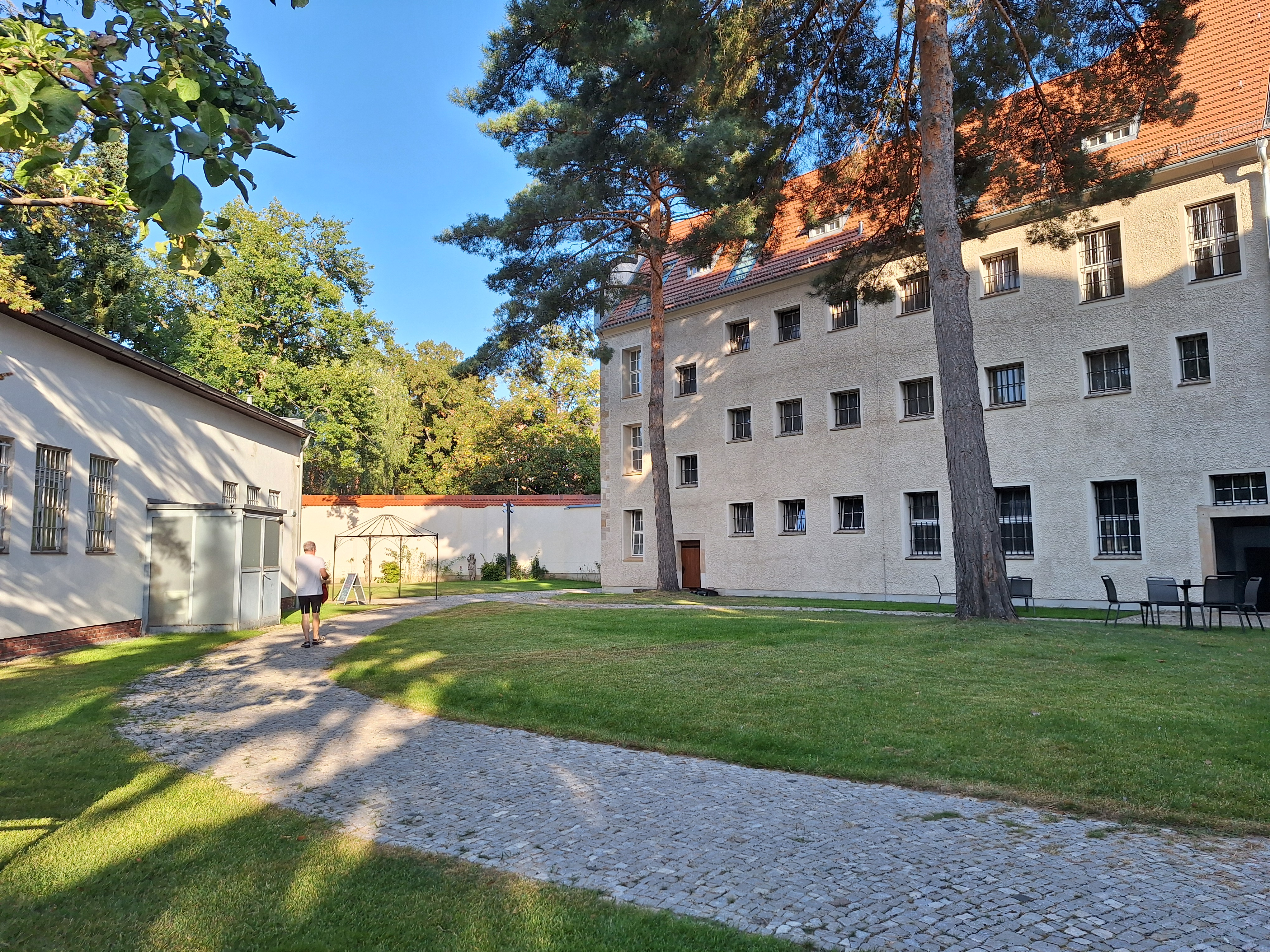
Eventgarten

Geplant war das Gefängnis gleichermaßen für Männer und Frauen und nicht, wie gelegentlich behauptet, nur für Frauen. Auf den bauzeitlichen Plänen lässt sich anhand der Beschriftung noch erkennen, welche Funktionen die einzelnen Bereiche des Gebäudes hatten und für welchen Personenkreis sie vorgesehen waren. So war der im Westen gelegene zweihüftige Zellentrakt den Männern vorbehalten, ebenso die diesem Gebäudeteil vorgelagerte Freifläche. Die Frauen waren auf der anderen Seite des Baus untergebracht. Ihr Hof war die abgetrennte Fläche im Nordosten zwischen dem Vorhof und dem Wirtschaftsland hinter dem Gebäude gelegen. Der an der Söhtstraße liegende Vorbau beherbergte im Erdgeschoss die Wohnung des Aufsehers, im ersten Obergeschoss die des Oberaufsehers und im zweiten Obergeschoss einen Betsaal, der für Protestanten und Katholiken bestimmt war.
Das Gefängnis in der Söhtstraße 7 bestand als Vollzugsstandort von 1906 bis 1945 als ein Amtsgericht-angegliedertes Gefängnis mit unterschiedlichen Arrestfunktionen (Jugendarrest, gemischtes Gefängnis, Frauenhaftanstalt). Meist als eine Außenstelle der Justizvollzugsanstalt (JVA) Tegel/Plötzensee und seit 1969 als selbstständige Anstalt, die dann im Verbund der Anstalten des Offenen Vollzuges aufging und als Nebenstelle in den Akten mit Haus 2 der JVA Düppel zu finden ist. Die Justizvollzugsanstalten Düppel Haus 1 und Düppel Haus 2 waren bis 1969 Außenstelle der JVA Tegel. Dann erfolgte eine Umfirmierung als Standorte der JVA des Offenen Vollzuges Berlin (Standort Robert-von-Ostertag-Straße) und (Ortslage Lichterfelde Ringstr.) des Bezirks Steglitz-Zehlendorf. Die lokale Bezeichnung Düppel nimmt Bezug auf das gleichnamige Rittergut in der Ortslage Düppel. Im Laufe der Jahre wandelten sich die Zuständigkeiten des Gefängnisses und damit auch die Bewohnerschaft. Nach dem Krieg nutzte das amerikanische Militärgericht eine Zeit lang die Räume. Das Gebäude wurde bis Dezember 1953 als Gerichtsgefängnis Lichterfelde genutzt und zum 1. Januar 1954 vorerst stillgelegt.
Die laut Akten zu der Zeit noch inhaftierten Gefangenen der amerikanischen Gerichte, die anscheinend noch jugendlich waren, sollten in die Jugendarrestanstalt Neukölln überführt werden. Zuvor wurde in den Akten vermerkt, das Gefängnis in ein Filialgefängnis des Untersuchungsgefängnisses Moabit umzuwandeln. Ende Januar 1954 wurde geplant, eine Nebenanstalt des Frauenstrafgefängnisses Tiergarten in dem Gebäude unterzubringen, zum 1. April 1954 war dieser Schritt abgeschlossen. 1973 eröffnete der Standort als eine JVA für den offenen Vollzug und verfügte über knapp 70 Haftplätze. Das Objekt der JVA Düppel Haus 2 in der Söhtstraße 7 wurde zunächst 1973 mit fünfzehn Inhaftierten, als sogenanntes „Freigängerhaus“, in der ehemaligen Haftanstalt des 1906 erbauten Amtsgerichts Lichterfelde eröffnet. Dort bestand die Möglichkeit, in 53 Hafträumen insgesamt 68 Gefangene aufzunehmen. Der Begriff des „Freigängerhauses“ beruht auf der Tatsache, dass hier überwiegend zum Freigang zugelassene Inhaftierte im Rahmen eines freien Beschäftigungsverhältnisses untergebracht waren. Weihnachten 1973 wurde den ersten Gefangenen sogar Urlaub aus der Haft gewährt. Berühmtester Freigänger war Bubi Scholz, 1987, ein deutscher Boxer, der seine Ehefrau tötete.
Zwischenzeitlich wurde das „Freigängerhaus Lichterfelde“ auch von der JVA für Frauen genutzt. So unter anderem als Mutter-Kind-Haus, um die Resozialisierung straffälliger Frauen zu verbessern. Spezifische Betreuungs- und Weiterbildungsmöglichkeiten mit verschiedenen wohnlichen Umfeldern kamen ergänzend hinzu. Ab 1985 erfolgte die Wiederangliederung an die JVA Düppel. Während der dreijährigen Bauzeit der neuen JVA Düppel waren in der alten JVA Düppel zuletzt bis zu 158 Haftplätze verzeichnet, die auch auf das Haus 2 in der Söhtstraße verteilt wurden.
Am 1. Juli 2010 wurde der Neubau JVA Düppel mit 250 Hafträumen in Einzelbelegung sowie einer Gesamtfläche von über 5000 m², inklusive Werk- und Lagerstätten, eröffnet. Zu dieser Zeit geht die Geschichte als Gefängnis für den Bau in der Söhtstraße 7 zu Ende und wurde nicht mehr als solches genutzt.
Der Kulturmanager Jochen Hahn (1954–2023) übernahm im April 2016 vom Land Berlin das Gebäude durch ein 39-jähriges Erbbaurecht.

## Lage und Architektur
Für das aufstrebende, ehemals verarmte Gut Lichterfelde/Giesensdorf war das von den zur damaligen Zeit berühmten Architekten Mönnich, Sarkur und Thoemer recht stattlich geplante Gerichtsgebäude mit Gefängnis von besonderer Bedeutung. Alles Planerische – sei es Gartenbau, Architektur oder Bildung – wurde den ehrgeizigen Zielen des Hamburger Kaufmann und Bauunternehmer Freiherr Johann Anton Wilhelm von Carstenn unterworfen, der die beiden insolventen Güter im Jahr 1855 erwarb, um hieraus eine Villenkolonie für vornehme Bürger zu errichten. Sein Vorhaben wurde begünstigt durch die Strecken der Potsdamer und der Anhalter Eisenbahn, die das Gebiet durchquerten. Er ließ die Bahnhöfe Lichterfelde-Ost und Lichterfelde-West aus eigenen Mitteln erbauen. Der Bahnanschluss machte den Verkauf geplanter Wohnhäuser der neuen Siedlung lukrativer. Für die angelegten Straßenzüge ließ er Bäume aus Hamburg anpflanzen. Die Villenkolonie Lichterfelde bildete den Bestandteil seines Planes, die aufstrebende Stadt Berlin mit einem Kranz von Gartenstädten zu umschließen. Die Häuser durften dabei nicht mehr als fünf Stockwerke und mussten einen Vorgarten haben.
Das Amtsgericht mit angegliedertem Gefängnis sollte sich, aufgrund seiner vielseitigen und nicht nur funktionellen Bedeutung, in die Umgebung einfügen, auch wenn es sich allein schon durch die Größe von den bereits vorhandenen großbürgerlichen Villen und Landhäusern deutlich unterschied. Die neue Vorzeige-Villenkolonie sollte im Stil der Neorenaissance die Repräsentativste im Berliner Süden sein. Das Gebäude in der Söhtstraße 7, das heute direkt an das Amtsgericht Lichterfelde anschließt, wurde als eigenständiger Bau geplant. Es handelt sich um einen langgestreckten Bau, der parallel zur Söhtstraße verläuft. Im Westen schließt rechtwinklig ein Gebäudeflügel an, der parallel zum Gerichtsgebäude an der Ringstraße verläuft; zur Söhtstraße hin ist nahezu mittig ein Vorbau angekoppelt, der die Funktion eines repräsentativen Eingangsgebäudes innehat. Die westliche Ecke des Eingangsgebäudes schließt mit einem eckigen Treppenturm ab. Seit 1913 bildet dieser den Anschluss zum Amtsgerichtsgebäude. Der gesamte Gebäudekomplex ist verputzt. Der Volutengiebel des Eingangsgebäudes greift zaghaft die Formensprache der Neorenaissance ebenso auf, wie die Fenster mit ihren Natursteinfaschen und die Fassadenecken, die ebenfalls aus Naturstein gefertigt sind.
Angrenzend an die Hauptfassade schließt eine Mauer an, die mit ihrer rundbogigen Toreinfahrt und dem darüber liegenden Tympanon die Zierelemente des Eingangsgebäudes fortführt. Den oberen Abschluss bildet ein schmaler Streifen mit roten Biberschwanzziegeln in Kronendeckung. Diese Dachdeckung erstreckt sich über alle Dachflächen der Gebäudeteile, durchbrochen werden sie nur gelegentlich von Schleppgauben. All diese Elemente trugen dazu bei, dass sich Verwaltungsgebäude und angrenzendes Gefängnis geräuschlos in die Idylle dieser Villenkolonie einfügt. Erwähnt werden müssen noch die bauzeitlichen Fenstergitter, die im Zellentrakt des Gefängnisses zu finden sind. Hier wurden florale Ornamente aufgenommen, die möglicherweise durch ihre Gestaltung dem ganzen Bau und seiner Funktion ein wenig den Schrecken nehmen sollten. Die bauzeitliche Farbfassung des Gefängnisses ist differenziert, ganz wie es in öffentlichen Gebäuden um die Jahrhundertwende Usus war.

## Nutzung
Seit der Schließung im Jahr 2010 dient das leerstehende Gebäude als kulturkreativer Ort mit verschiedensten Veranstaltungen wie Konzerten, Opern- und Theateraufführungen und Ausstellungen. Es dient als Location mit außergewöhnlicher Atmosphäre. Das Gebäude spielt auch in Filmproduktionen und Musikvideos eine tragende Rolle, so wurde die Fernsehserie Im Knast des Senders ZDF ebenso hier gedreht wie Teile des Films Monuments Men – Ungewöhnliche Helden von und mit George Clooney. Seit 2023 wird das Gebäude in enger Zusammenarbeit mit dem Brand- und Denkmalschutzamt saniert.

Historische Bilder
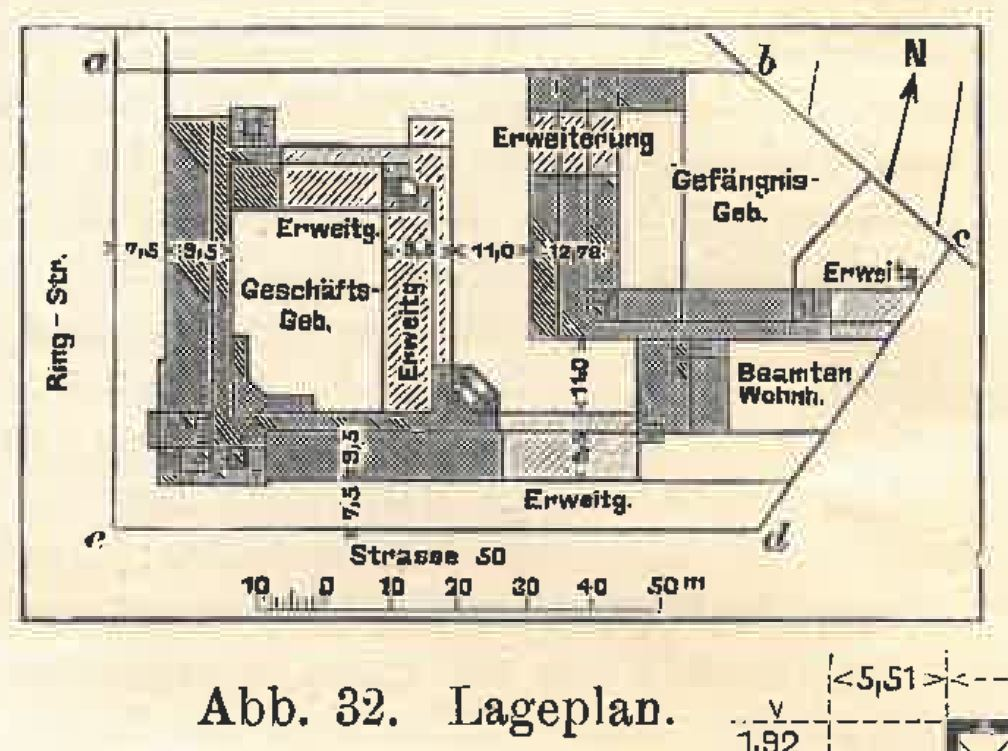
Lageplan der Bauverwaltung des Frauengefängnisses Lichterfelde aus dem Jahr 1911
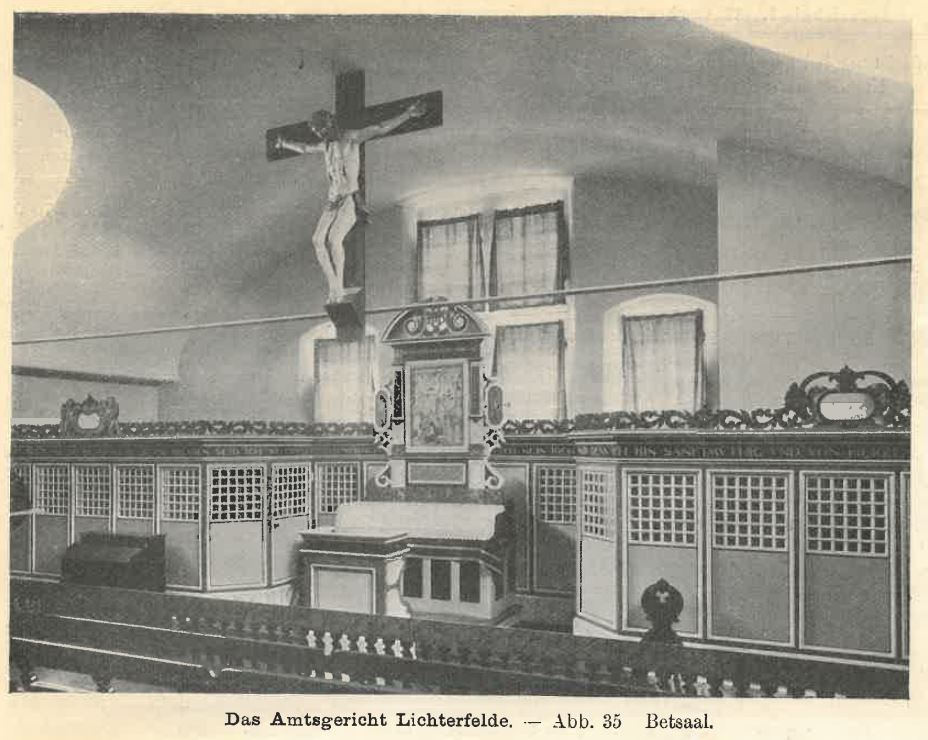
Betsaal für Katholiken und Protestanten im 2. Obergeschoss im Vorbau
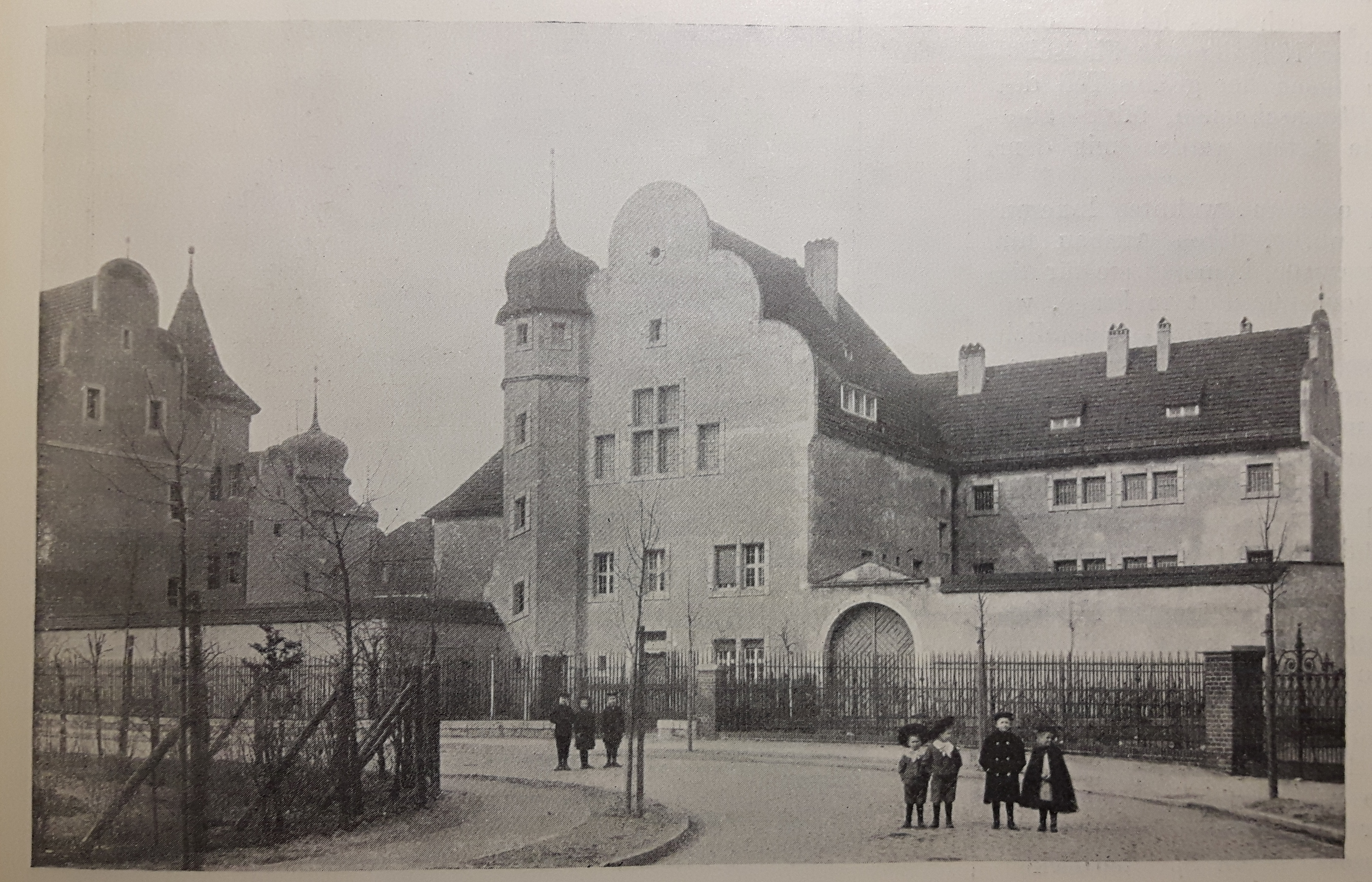
Foto aus dem Zentralblatt der Bauverwaltung, 1911
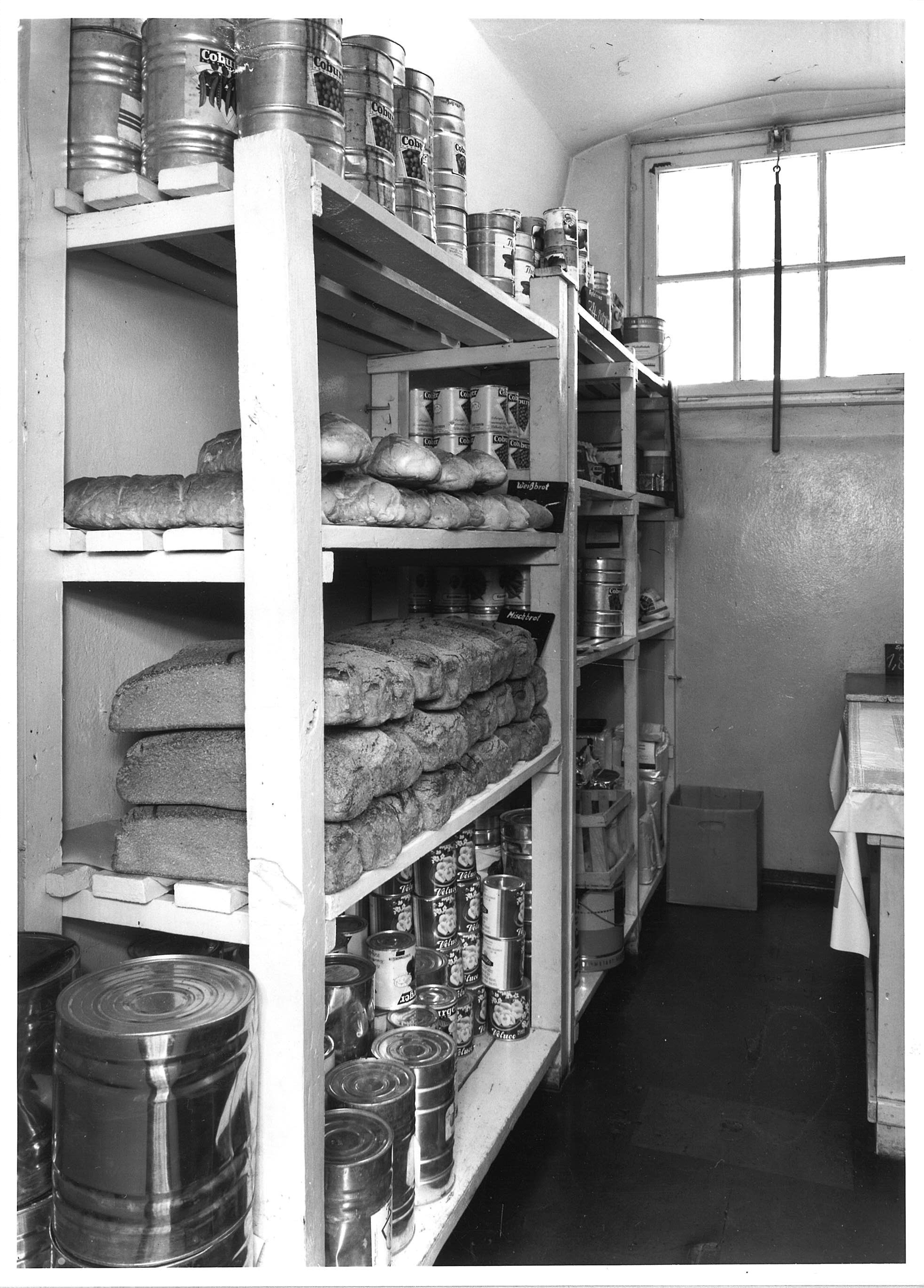
Verpflegungsraum für die Insassen in den 70er-Jahren
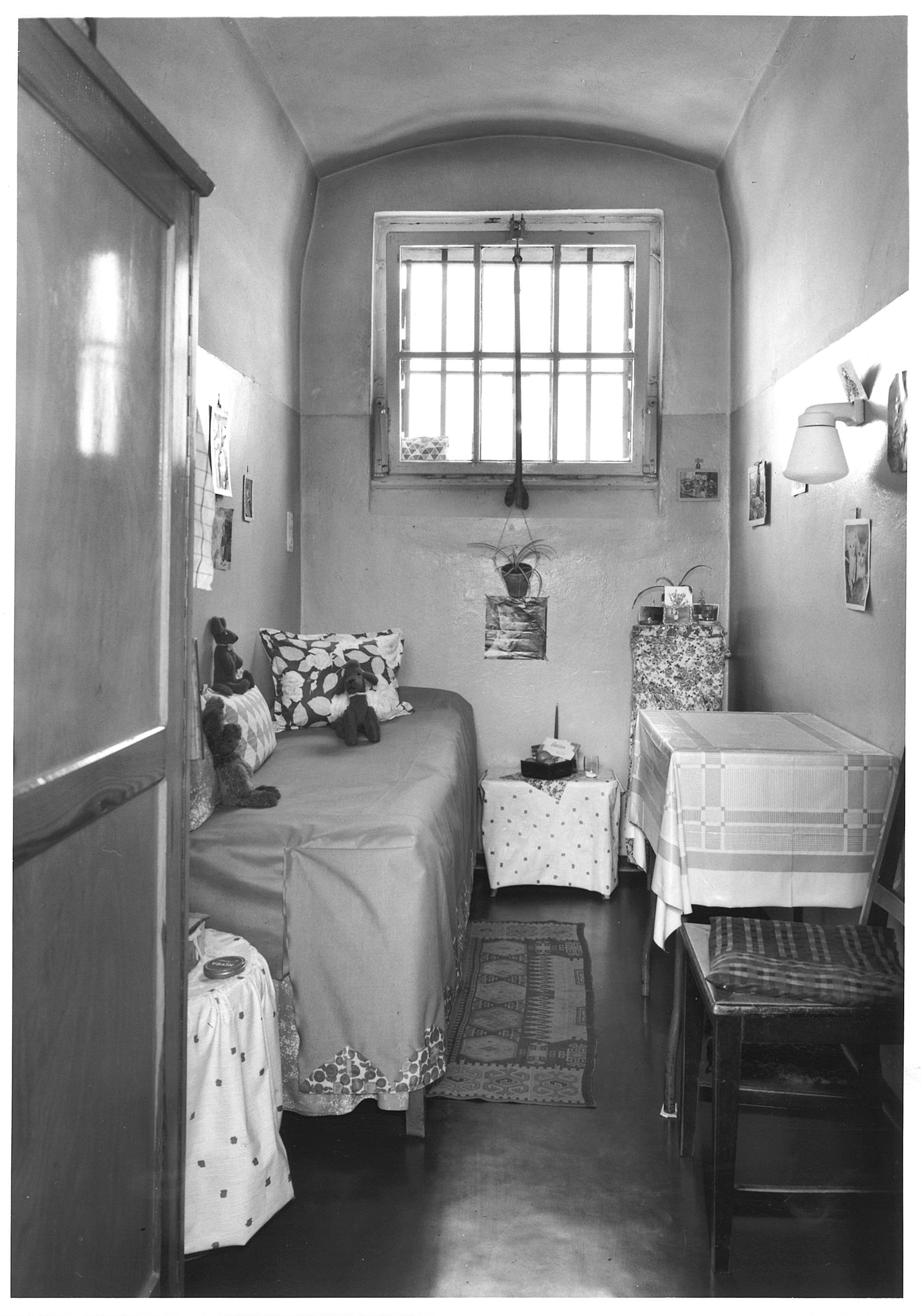
Zellenraum aus den 70er-Jahren im „Freigängerhaus-Lichterfelde“, Foto aus dem Archiv der Senatsverwaltung für Justiz Berlin
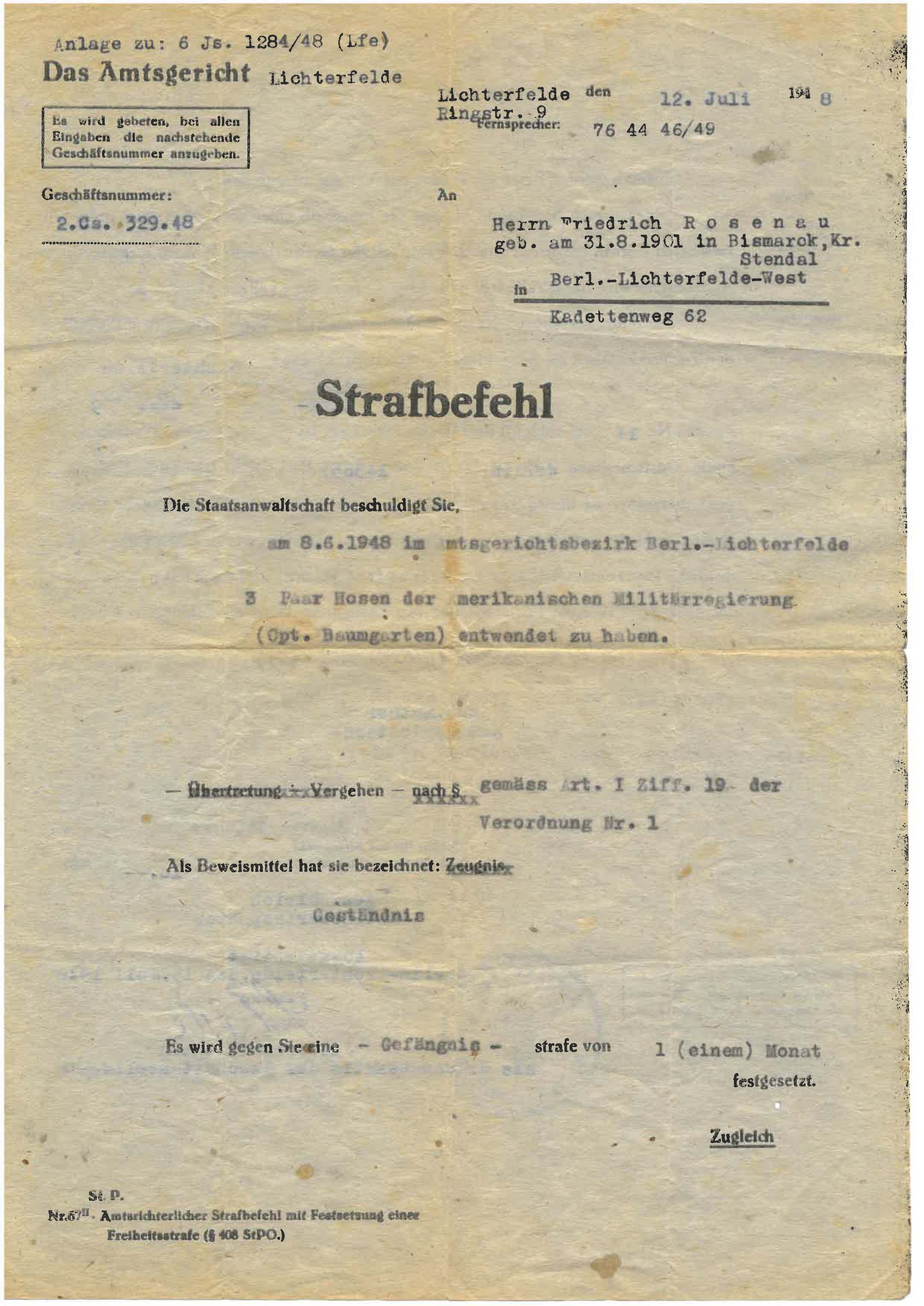
Strafbefehl aus dem Jahr 1948 für Friedrich Rosenau: 1 Monat Gefängnisstrafe für den Diebstahl von 3 Paar Hosen der amerikanischen Militärregierung
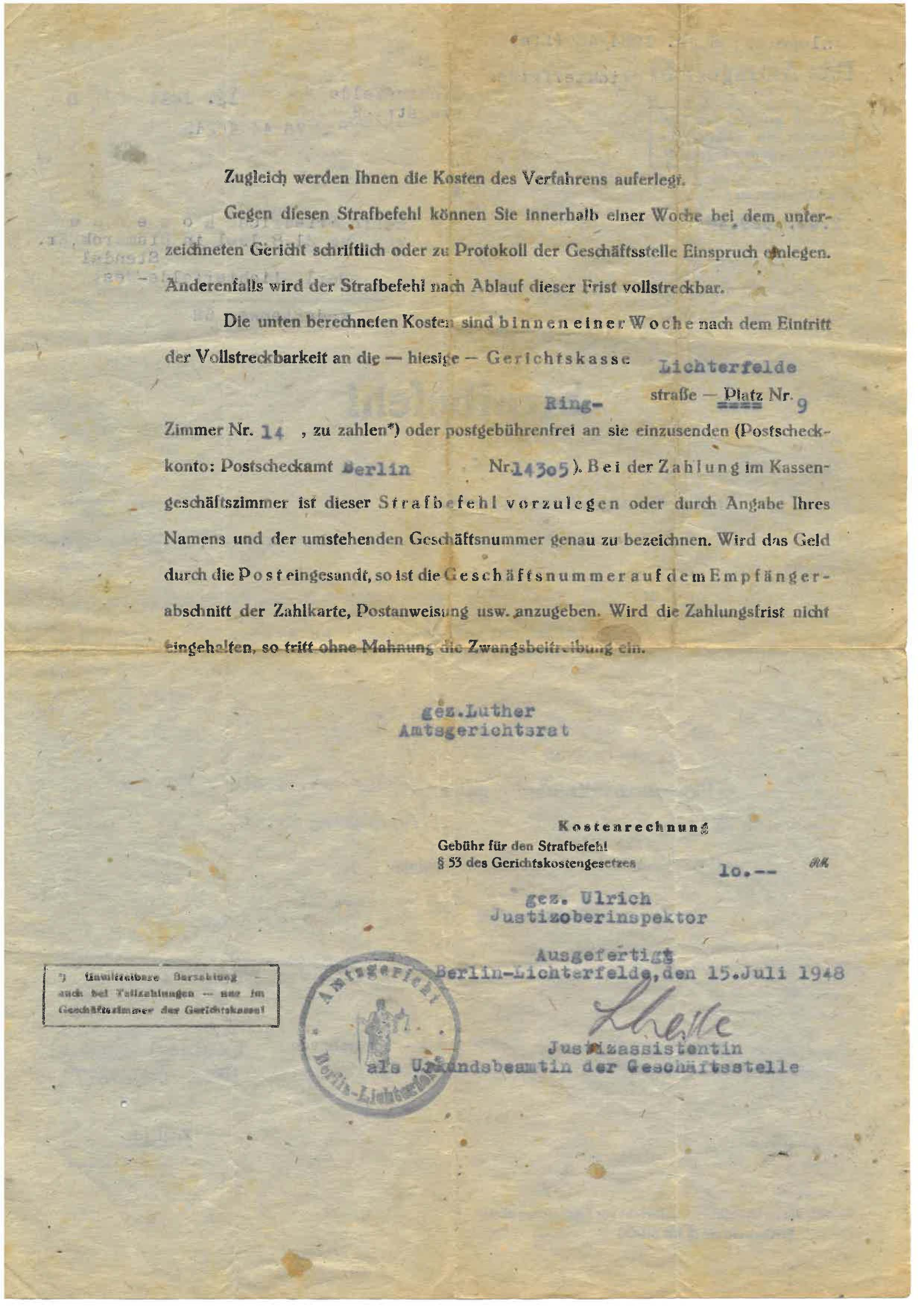
Kostenrechnung an Friedrich Rosenau: Die Gebühr für den Strafbefehl betrug 10,00 DM